# Noguchi Shohin
Noguchi Shohin (野口 小蘋) (25 février 1847 - 17 février 1917) est une peintre japonaise.

## Biographie
Shohin est née à Ōsaka en 1847.
Elle est nommée artiste de la maison impériale — un honneur réservé aux artistes les plus distingués — en 1904 et certains de ses tableaux ont été achetés par des membres de la famille impériale japonaise. Elle est une amie de l'homme d'État Kido Takayoshi, qui la fait bénéficier de son patronage. Kido, Noguchi et Okuhara Seiko créent des gassaku, des peintures collaboratives mêlant images et texte.
Noguchi a aussi été la professeure particulière de dessin pour des membres féminines de la cour impériale.

### Famille
Ses filles Iku et Shokei sont également artistes.

## Style
Ses peintures semblent émaner d'une femme qui se sentait égale aux hommes dans sa culture. Elles montrent des femmes lettrées qui font de la peinture, jouent de la musique et réalisent des calligraphies. Elles témoignent d'une certaine indépendance, car les peintres femmes de son temps suivaient généralement la tradition ou des sujets établis par les écoles d'artistes.

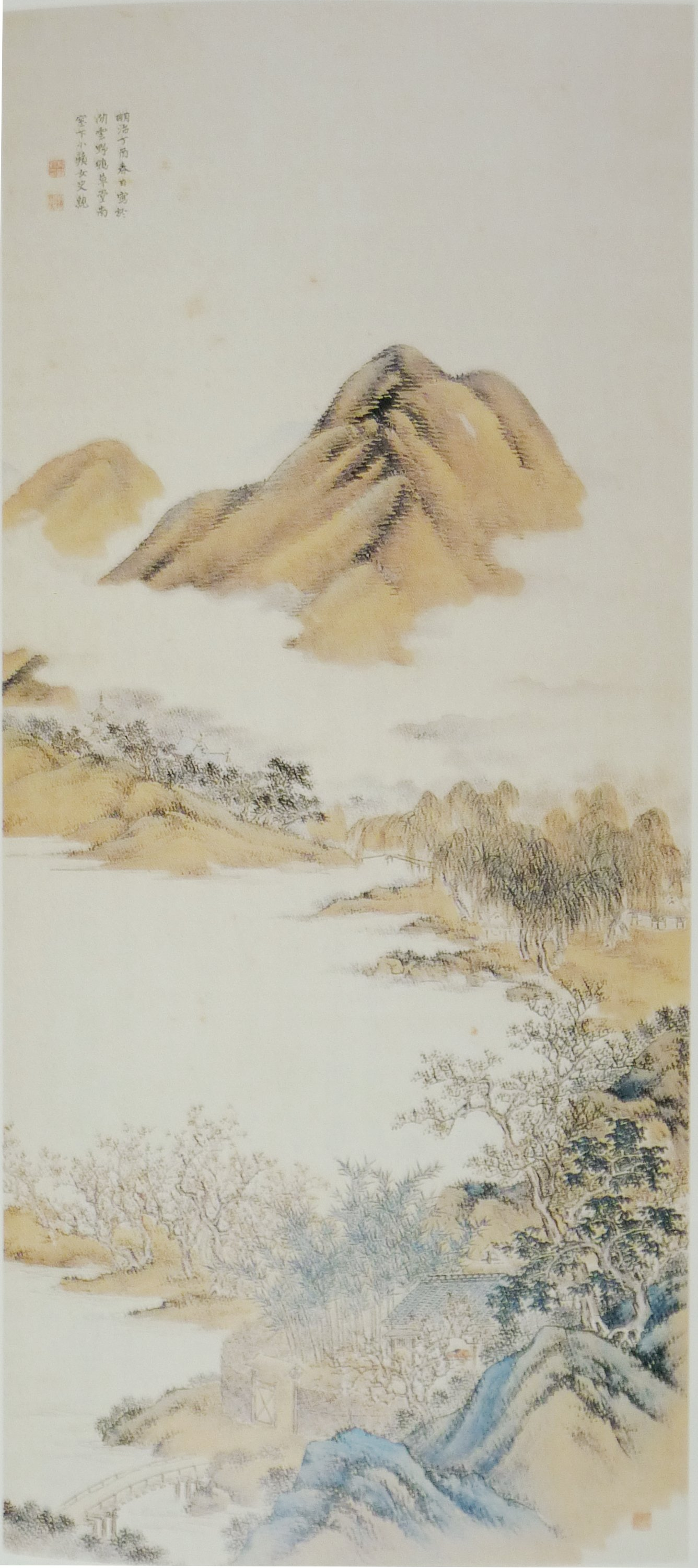
Eau bleue-verte dans la montagne au printemps (1897).
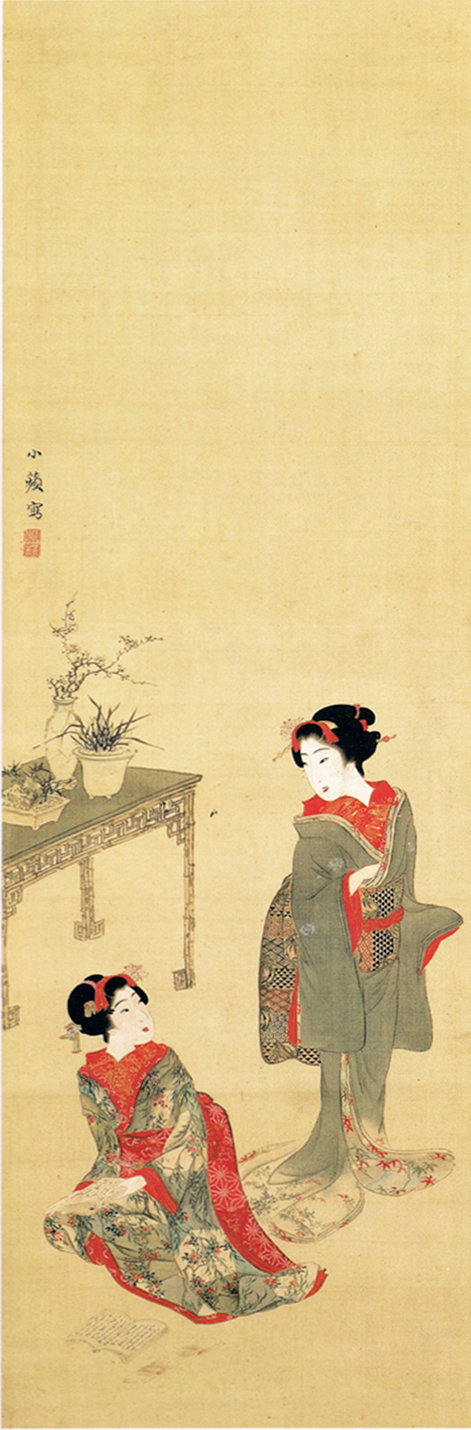
Bijin.
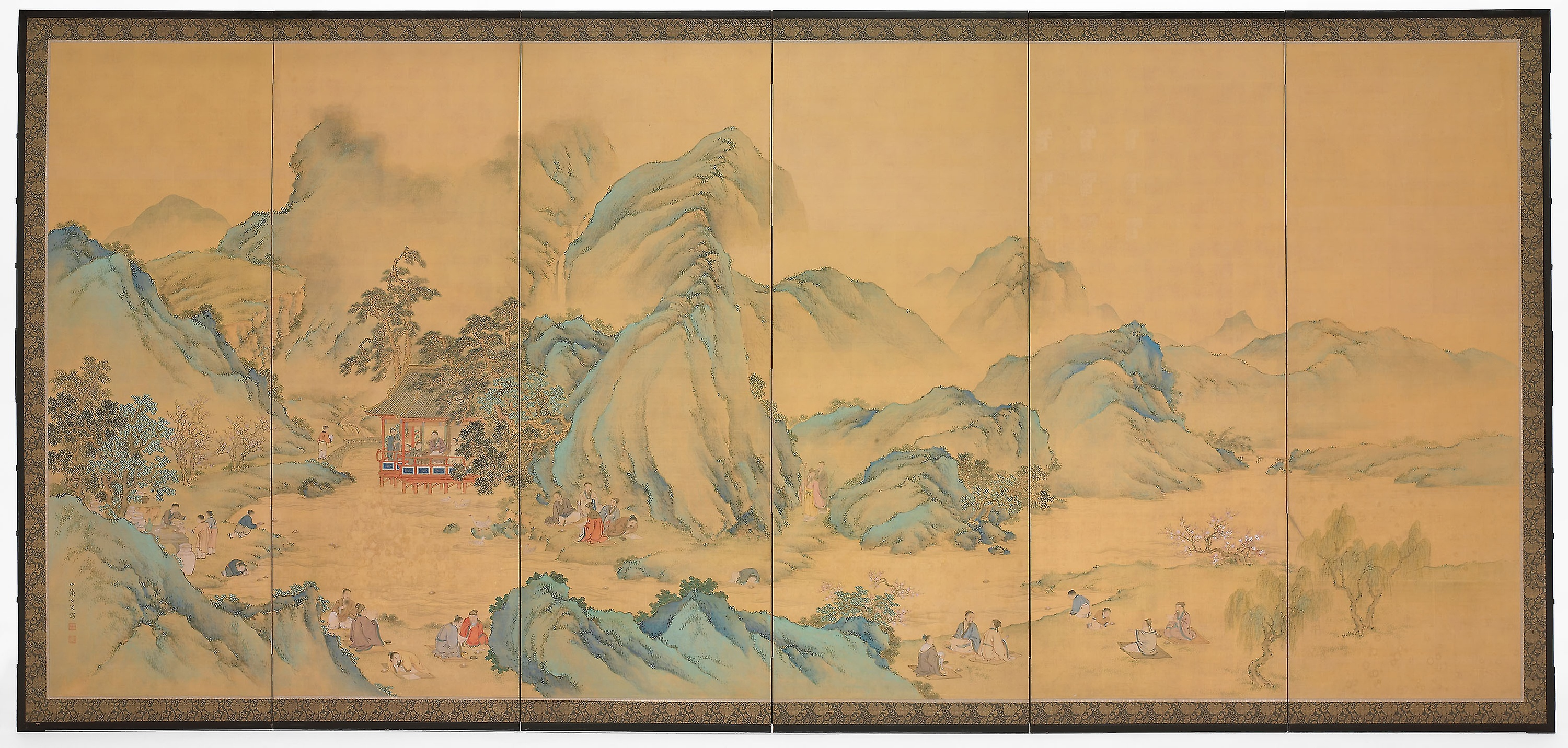
Réunion au pavillon des orchidées (1900).